# Игошев, Георгий Николаевич
Гео́ргий Никола́евич И́гошев (10 ноября 1915 — не ранее 1985) — советский партийный и государственный деятель, председатель Тульского облисполкома (1964).

## Биография
Родился в селе Никольское (ныне Тотемский район Вологодской области). Окончил начальную и семилетнюю школы, рабочий факультет (1933—1935), Ленинградский плодоовощной институт (1940 год, с отличием). Был направлен на работу в Pязанскую область на должность агронома-плодоовощевода Михайловского районного земельного отдела.
В январе 1942 года призван в Красную Армию, воевал на Брянском фронте. В феврале 1942 года в бою за деревню Веснины (сейчас — Калужской области) был ранен. С сентября 1942 по январь 1943 года — слушатель Марьинских курсов среднего политсостава РККА (Мензелинск, Татарская АССР), затем — заместитель командира роты по политчасти на Волховском фронте.
После демобилизации в ноябре 1945 года Министерством сельского хозяйства РСФСР направлен в совхоз «Коммунар» Ефремовского района Тульской области на должность старшего агронома.
В июле 1947 года избран вторым, а в декабре 1951 года — первым секретарём Ефремовского райкома ВКП(б). Затем — заместитель председателя Тульского облисполкома (март 1953 года — июль 1954 года), секретарь обкома КПСС по сельскому хозяйству (июль 1954 года — январь 1963 года), второй секретарь сельского обкома КПСС (январь 1963 — март 1964 года). Председатель Тульского облисполкома (март — декабрь 1964 года), первый заместитель председателя облисполкома (декабрь 1964 — май 1976 года). Затем вышел на пенсию.
Избирался депутатом Верховного совета РСФСР шестого созыва от Тульской области (1963—1967), а также депутатом Ефремовского районного и Тульского областного Советов депутатов.
За личный вклад в сельскохозяйственное производство и как участник Великой Отечественной войны получил награды: орден Ленина, три ордена Трудового Красного Знамени, орден Красной Звезды, орден Отечественной войны II степени (1985), множество боевых и других медалей (в том числе большая Золотая медаль ВДНХ, Золотая и три Серебряных медали ВДНХ).
Интересный факт из жизни Г.Н. Игошева.

У него был младший брат Николай, 1947 года рождения (разница в возрасте — 32 года). Родители Георгия и Николая умерли, когда Коле было слишком мало лет. Фактически старший брат был для Николая вторым отцом (своих детей у Георгия Николаевича и его жены не было).
Точные дата и место смерти неизвестны.